# Монголия на зимних Олимпийских играх 1964
Монголия принимала участие в Зимних Олимпийских играх 1964 года в Инсбруке (Австрия) в первый раз за свою историю, но не завоевала ни одной медали. Сборную страны представляли 13 спортсменов, в том числе 3 женщины.

## Результаты

### Биатлон
Мужчины
| Спортсмен           | Дистанция | Время     | Штраф | Время со штрафом | Место |
| ------------------- | --------- | --------- | ----- | ---------------- | ----- |
| Цамбын Данзан       | 20 км     | 1:36:45.6 | 15    | 2:06:45.6        | 49    |
| Тудэвийн Лхамсурэн  | 20 км     | 1:37:10.1 | 8     | 1:53:10.1        | 44    |
| Бизъяагийн Дашгай   | 20 км     | 1:31:26.0 | 10    | 1:51:26.0        | 42    |
| Баянжавын Дамдинжав | 20 км     | 1:32:19.7 | 7     | 1:46:19.7        | 38    |

### Конькобежный спорт
Мужчины
| Спортсмен            | Дистанция | Результат | Результат |
| Спортсмен            | Дистанция | Время     | Место     |
| -------------------- | --------- | --------- | --------- |
| Лувсанлхагвын Дашням | 500 м     | 44.1      | 38        |
| Лувсанлхагвын Дашням | 1500 м    | 2:23.9    | 46        |
| Лувсаншаравын Цэнд   | 5000 м    | 8:23.9    | 31        |
| Лувсаншаравын Цэнд   | 10,000 м  | 17:12.4   | 25        |

Женщины
| Спортсменка        | Дистанция | Результат | Результат |
| Спортсменка        | Дистанция | Время     | Место     |
| ------------------ | --------- | --------- | --------- |
| Цэдэнжавын Лхамжав | 1000 м    | 1:43.5    | 24        |
| Цэдэнжавын Лхамжав | 3000 м    | 5:42.6    | 20        |

### Лыжные гонки
Мужчины
| Спортсмен                  | Дисциплина | Результат | Результат |
| Спортсмен                  | Дисциплина | Время     | Место     |
| -------------------------- | ---------- | --------- | --------- |
| Дамбадаржаагийн Баадай     | 15 км      | 1:05:23.6 | 68        |
| Сономцэрэнгийн Нацагдорж   | 15 км      | 1:02:23.4 | 64        |
| Банзрагчийн Зундуй         | 15 км      | 1:02:21.5 | 63        |
| Лувсан-Аюушийн Дашдэмбэрэл | 15 км      | 1:00:08.1 | 54        |
| Баянжавын Дамдинжав        | 30 км      | 1:51.25.2 | 60        |
| Банзрагчийн Зундуй         | 30 км      | 1:49:27.3 | 59        |
| Бизъяагийн Дашгай          | 30 км      | 1:49:24.7 | 58        |
| Сономцэрэнгийн Нацагдорж   | 30 км      | 1:49:07.1 | 57        |

Женщины
| Спортсменка            | Дисциплина | Результат | Результат |
| Спортсменка            | Дисциплина | Время     | Место     |
| ---------------------- | ---------- | --------- | --------- |
| Доржготовын Пурэвлоов  | 5 км       | 24:55.8   | 31        |
| Жигжээгийн Жавзандулам | 5 км       | 22:57.5   | 30        |
| Доржготовын Пурэвлоов  | 10 км      | 55:03.6   | 35        |
| Жигжээгийн Жавзандулам | 10 км      | 54:47.6   | 34        |